# Philippe Henri Tugnot de Lanoye
Pour les articles homonymes, voir Tugnot de Lanoye.
 Philippe Henri Tugnot de Lanoye , né le 24 juillet 1767 à Brotte (Haute-Saône), mort le 24 avril 1811 à Mayence (Allemagne), est un militaire français de la Révolution et de l’Empire.

## Famille
Il est le fils du général Jean-Henri Tugnot de Lanoye (1744-1804) et le frère de Charles Antoine Tugnot de Lanoye (1783-1875), général de division sous la monarchie de Juillet.

## États de service
Il entre en service le 29 mars 1786, comme soldat au régiment de Monsieur-infanterie, il devient caporal le 6 mars 1787, sergent le 20 janvier 1788, fourrier le 1er octobre 1789, sergent-major le 1er janvier 1791, et adjudant sous-officier le 15 septembre 1791. 
Le 1er mai 1792, il est nommé lieutenant, puis adjudant-major le 18 mai suivant, avant de recevoir son brevet de capitaine le 11 septembre 1793. Il fait les campagnes de 1792 à l’armée des Alpes et celle de 1793 à l’armée du Rhin. Le 4 juin 1794, il entre avec le grade de chef de bataillon, dans la 12e demi-brigade d’infanterie légère, et il est fait prisonnier par les prussiens à l’affaire du 20 septembre 1795, où tout son bataillon est massacré.
Remis en liberté le 24 juillet 1796, il rejoint son corps, et reste attaché à l’armée du Rhin, jusqu’à l’an V. En l’an VI, il passe à l’armée d’Helvétie, puis à celle d’Italie en l’an VII  et en l’an VIII, avant de rejoindre le corps d’observation de la Gironde en l’an IX. Il est nommé major le 22 décembre 1803, au 28e régiment d’infanterie légère, et il est fait chevalier de la Légion d’honneur le 25 mars 1804. Le ministre de la guerre, le désigne le 26 décembre 1804, pour surveiller l’organisation, l’administration et l’instruction du 5e régiment d'infanterie légère, et le 1er mars 1806, il retourne à son régiment qui fait alors partie de la Grande Armée. Le 12 novembre de la même année, l’Empereur lui confie le commandement du 3e régiment de grenadiers et voltigeurs réunis au sein de la division de grenadiers d'Oudinot. 
Sa conduite en 1806 et 1807, lui mérite les éloges de Napoléon. Il est promu colonel le 28 juin 1807, et le 19 mars 1808, il est attaché en qualité d’adjudant-commandant au 6e corps de l’armée d’Espagne. Il est créé baron de l’Empire le 10 septembre 1808. 
Rappelé en France le 23 janvier 1810, et employé à la 26e division militaire, il meurt le 24 avril 1811, à Mayence.

## Dotation
- Dotation de 4 000 francs de rente annuelle sur les biens réservés en Westphalie le 17 mars 1808.

## Armoiries
| Figure | Nom du baron et blasonnement |
| ------ | --- |
|        | Armes du baron Philippe Henri Tugnot de Lanoye et de l'Empire, décret du 19 mars 1808, lettres patentes du 10 septembre 1808, chevalier de la Légion d'honneur D'or ; au palmier arraché de sinople, accompagné de deux étoiles d'azur ; quartier des barons militaires. Livrées : jaune, bleu, blanc, rouge, et verd ; le verd dans les bordures seulement. |